# Stuart Damon
Michael Stuart Zonis (Brooklyn, 5 de febrero de 1937-29 de junio de 2021), conocido como Stuart Damon, fue un actor estadounidense. Se le conoce por representar el personaje del doctor Alan Quartermaine en la telenovela General Hospital, por la que ganó un premio Emmy en 1999.

## Biografía
Damon nació en Brooklyn, Nueva York, el 5 de febrero de 1937. Era hijo de Eva Sherer y de Marvin Zonis Leonard, quien era un fabricante. Sus padres eran inmigrantes judíos rusos, por lo que hicieron su hogar en los Estados Unidos después de huir de la revolución bolchevique. Damon estaba casado desde 1961 con Deirdre Ann Ottewill. Tuvieron dos hijos, Jennifer y Christopher, y adoptó a su nieto, Alejandro, en 2000.

## Trayectoria

### Broadway
- First Impressions - 1959
- From A to Z - 1960
- Irma La Douce - 1960
- The Boys From Syracuse (musical) - 1963
- Do I Hear a Waltz? - 1965

### West End
- Charlie Girl
- Man of Magic (como Harry Houdini) - 1968

### Televisión
- Cinderella - 1964
- Man in a Suitcase - 1967
- Los invencibles de Némesis (The Champions)- 1968
- The Saint - 1969
- UFO - 1970 (Brain-wash)
- The Adventurer - 1972
- The Adventures of Black Beauty - 1973
- A Touch of the Casanovas - 1975
- Thriller: Nightmare for a Nightingale - 1976
- Yanks Go Home - 1976
- Space: 1999 - 1976
- The New Avengers - 1977
- General Hospital  - 1977-2008, 2011
- Fantasies - 1982
- La Isla de la Fantasía (Fantasy Island) - 1983
- Legend of the Champions - 1983
- America - 1985-1986
- Silent Assassins - 1988
- Mike Hammer - 1987
- Perry Mason: The Case of the Killer Kiss - 1993
- Me and My Hormones - 1996
- Port Charles - 1997-2002
- As the World Turns - 2009, 2010
- Days of our Lives - 2010

### Cine
- A Touch of Class - 1973 - bit part
- Young Doctors in Love - 1982 - cameo appearance
- Star 80 - 1983
- Chairman of the Board - 1998

### Grabaciones
- Stuart Champion Damon, Reflection Records 1970

## Premios y reconocimientos
- Daytime Emmys Winner, Outstanding Supporting Actor (1999)
- Daytime Emmys Nomination, Outstanding Supporting Actor (1982, 1983, 1984, 1991, 1996, 1997)
- Soap Opera Award Winner, Outstanding Supporting Actor (1997)